# Dasyses hogasi
Dasyses hogasi är en fjärilsart som beskrevs av Josif Capuse 1971. Dasyses hogasi ingår i släktet Dasyses och familjen äkta malar.
Artens utbredningsområde är Guinea. Inga underarter finns listade i Catalogue of Life.